# Homo laborans
Homo laborans (łac. „człowiek pracujący”) – jedna z podstawowych kategorii teoretycznych opisujących ludzkie działanie w ekonomii, ekonomii politycznej i socjologii pracy.
Kategoria ta w koncepcji utylitarystycznej akcentuje pracę jako świadomą działalność człowieka polegająca na wymianie usługi świadczonej w trakcie pracy za dobra materialne lub ich uniwersalny ekwiwalent, czyli pieniądz. 
W koncepcji marksistowskiej praca jest z kolei traktowana jako fundament (baza) ludzkiej świadomości.